# Femmes allant au bois, paysage
Femmes allant au bois, paysage aussi appelé Rue de village à Marlotte, femmes allant au bois est un tableau pré-impressionniste d'Alfred Sisley peint en 1866 à Marlotte. Il a été proposé au Salon de 1866 où il a été exposé en mai. Acquis par Shōjirō Ishibashi, il rejoint le musée d'art Bridgestone à Tokyo au Japon où il se trouve actuellement.

## Contexte

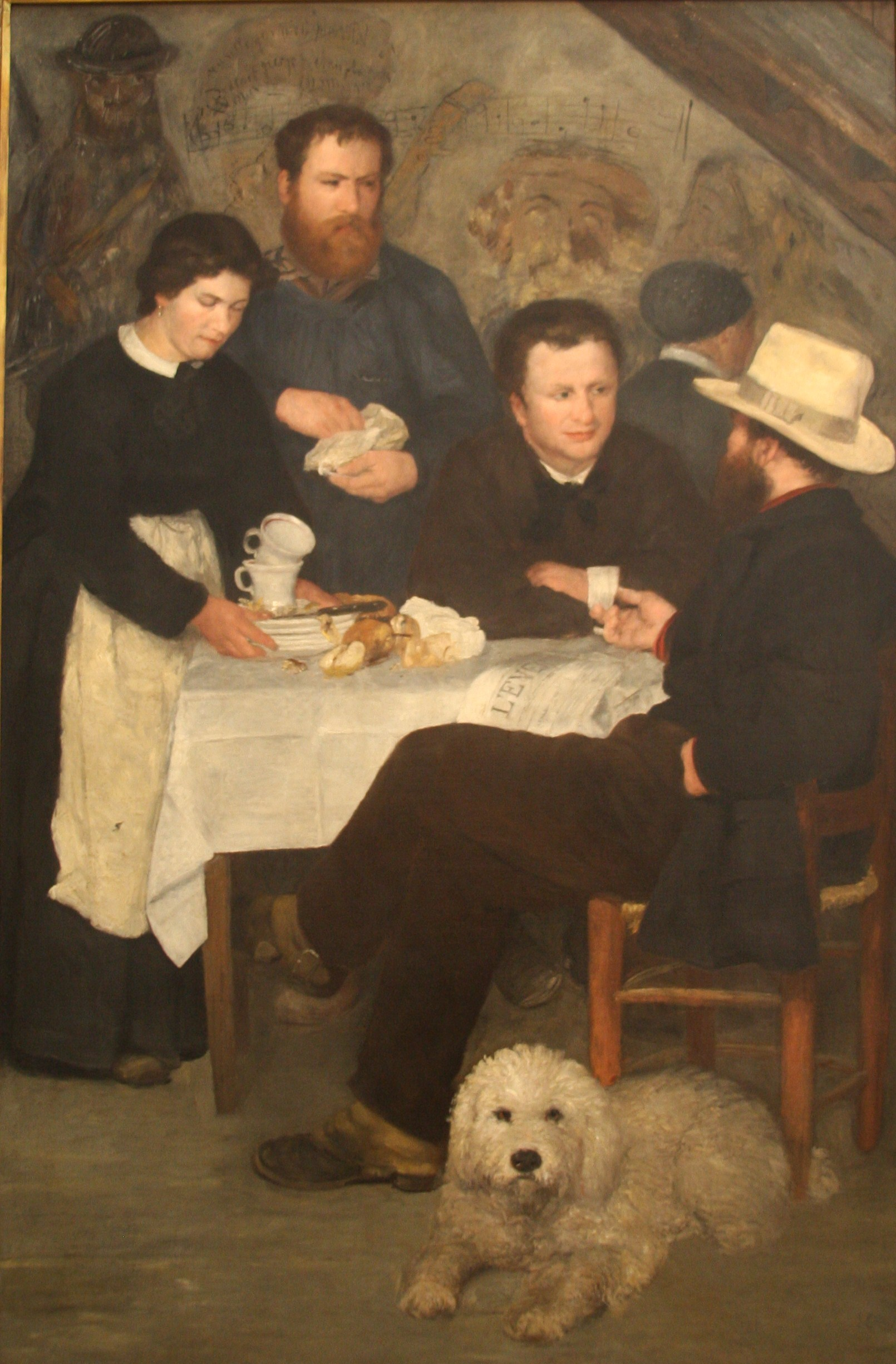
Auguste Renoir, Le cabaret de la Mère Antony (1866), Stockholm, Nationalmuseum.

Auguste Renoir est hébergé dans l'atelier de Sisley au 31 avenue de Neuilly jusqu'en juillet 1865. En février 1866, avec  Jules Le Cœur, un ami de Renoir, ils traversent à pied la forêt de Fontainebleau en passant par Milly et Courances et rejoignent à la lisière sud de la forêt, près du Loing, le village de Marlotte où Le Cœur a acheté une maison l'année précédente. À la même époque, Claude Monet et Frédéric Bazille travaillent à proximité à Chailly-en-Bière.
Renoir a représenté Sisley et Le Cœur sur Le cabaret de la Mère Antony peint en 1866 à l'auberge rue Murger aujourd'hui disparue. Durant cette période Sisley commence deux toiles sur Marlotte démontrant l'intérêt qu'il porte à ce village qu'il connaît depuis le début des années 1860.

## Description et analyse

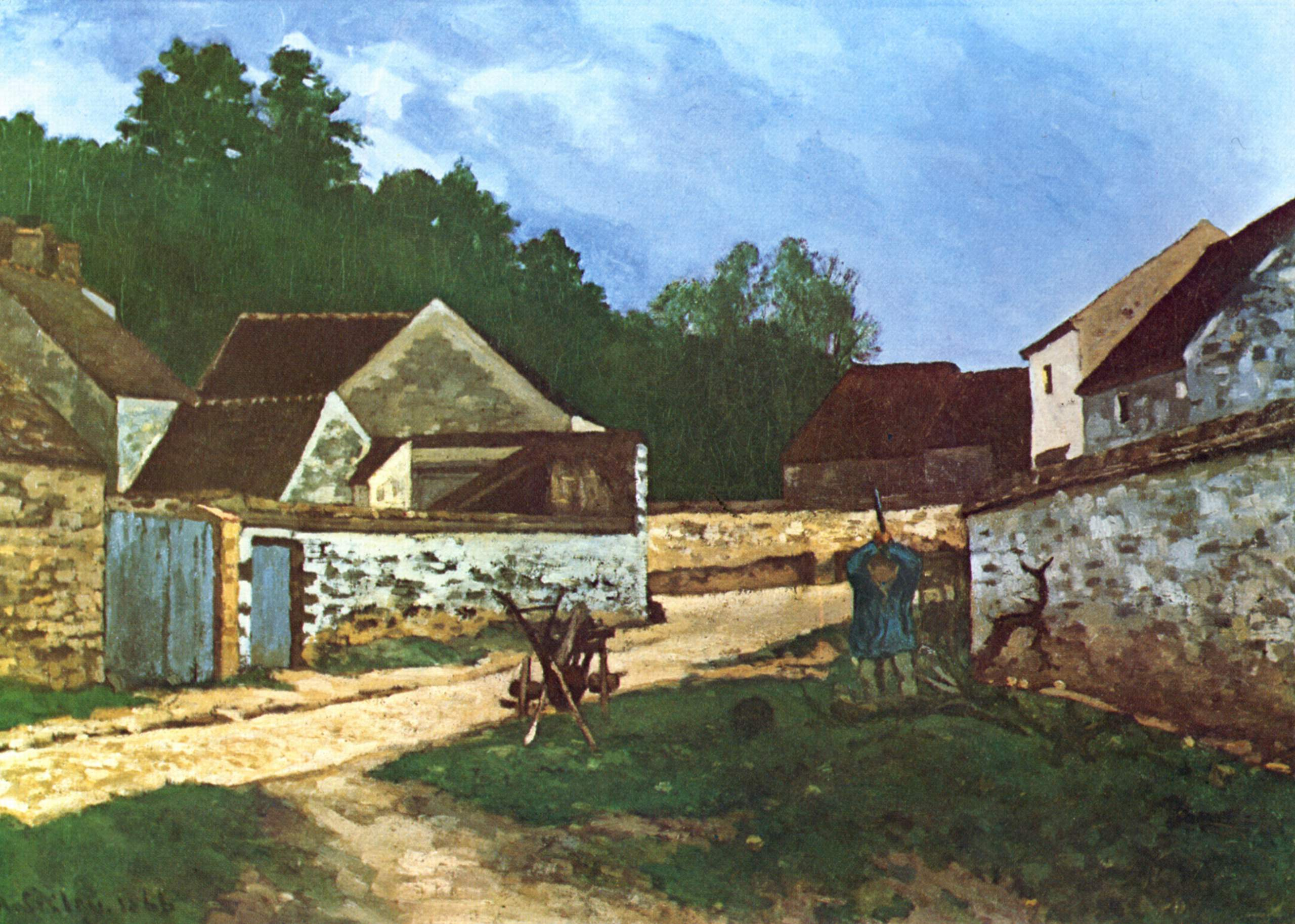
Rue de village à Marlotte, près de Fontainebleau, par Alfred Sisley, 1866, Galerie d'art Albright-Knox.

De taille modeste en comparaison de l'Allée de châtaigniers à La Celle-Saint-Cloud (1865), Femmes allant au bois, paysage et Rue de village à Marlotte, près de Fontainebleau, les deux toiles achevées en avril 1866 sont exposées au salon en mai de la même année.
La géométrie de ces deux toiles se fonde sur la diagonale de la rue du village qui bascule quand sa perspective rejoint des murs, des maisons et des toits fortement accentués. Leur architecture rappelle les esquisses à l'huile sur le motif de Corot qui représentait les édifices par de larges contrastes d'ombre et de lumière. Le même procédé est présent dans des toiles de Monet représentant des bâtisses comme Cour de ferme en Normandie (1863 , musée d'Orsay), ou de Pissarro, au milieu des années 1860, dans Les Bords de la Marne à Chennevières (1864-1865, Galerie nationale d'Écosse, Édimbourg) et Les Bords de la Marne en hiver (1866, Art Institute of Chicago), aussi exposées au Salon de 1866.
Sisley représente des personnes dans ses deux toiles, rappelant l'utilisation pittoresque traditionnelle de figurants illustrant la ruralité du paysage. Pour autant, les personnages ne semblent pas purement décoratifs : les femmes se protègent du froid en s'emmitouflant, soulignant l'intérêt de Sisley pour les saisons. Elles s'apprêtent probablement à partir en forêt chercher du bois, coupé par l'homme sur le second tableau exposé par Sisley au salon de 1866.
Sisley pourrait avoir figuré ses personnages à l'instar de  Constable pour qui un paysage industrieux se devait d'être habité de personnages industrieux, s'intégrant à sa fonction.

## Provenance
- Shōjirō Ishibashi[1]
- Galerie Bridgestone[1].
- Musée d'art Bridgestone[1].